# Žabeň
Žabeň (německy Schaben) je obec v okrese Frýdek-Místek v Moravskoslezském kraji. Žije zde 978 obyvatel. Téměř celý katastr obce, včetně celé zástavby, leží na Moravě, ale malé okrajové části katastru zasahují do Slezska.

## Název
Původní podoba jména zněla buď Žaben nebo Žabno. V obou případech jde o jmenný tvar přídavného jména žabný použitého pro místní hojnost žab (mužský rod by byl pojmenováním nějakého potoka, střední rod označením místa ("žabné místo")). Měkké zakončení (-eň) proniklo do písemných záznamů až v roce 1924 a vzniklo odvozením od tvaru lokativu ((v) Žabně). V místní mluvě je jméno mužského rodu.

## Historie
První písemná zmínka o obci pochází z roku 1460. Tehdy náležela paskovskému lénu olomouckého biskupství. Je také domněnka, že osada označená roku 1395 při výčtu míst paskovského léna jako Malý Sviadnov na přelomu 14. a 15. století zanikla a v této oblasti vznikla kolem poloviny 15. století malá středověká obec – Žabeň. Tereziánský katastr moravský uvádí v polovině 18. století v Žabni pět sedláků, jednoho zahradníka a třináct chalupníků.
Obec nemá kostel, ale v první polovině 19. století zde byla postavena kaple jako díkuvzdání za odvrácení moru, zasvěcená sv. Fabiánu a Šebestiánu. O kapli se vždy starala obec. Roku 1923 byla provedena rekonstrukce. V témže roce se vytvořil Kostelní výbor pro postavení kostela sv. Václava, ke stavbě však nikdy nedošlo.
V obci byl v roce 1887 založen Sbor dobrovolných hasičů. Národní škola byla postavena v roce 1904. V současnosti probíhá předškolní a školní výuka v budově z roku 1961. Čtenářská besídka byla ustavena roku 1907. O čtyři roky později byl v obci založen odbor Národní jednoty, který v roce 1911 nastudoval první divadelní hru Na statku a v chaloupce. Následovaly další hry a na silvestra se zpívaly po hospodách kuplety. Ve své činnosti spolek pokračoval i po první světové válce.

## Obyvatelstvo
| Rok            | 1869 | 1880 | 1890 | 1900 | 1910 | 1921 | 1930 | 1950 | 1961 | 1970 | 1980 | 1991 | 2001 | 2011 | 2021 |
| -------------- | ---- | ---- | ---- | ---- | ---- | ---- | ---- | ---- | ---- | ---- | ---- | ---- | ---- | ---- | ---- |
| Počet obyvatel | 379  | 364  | 404  | 456  | 518  | 453  | 523  | 519  | 653  | 667  | 681  | 603  | 607  | 680  | 899  |
| Počet domů     | 54   | 56   | 57   | 60   | 61   | 62   | 83   | 114  | 146  | 168  | 175  | 195  | 193  | 228  | 300  |

Věková struktura obyvatel obce Žabeň roku 2011

## Obecní správa
Mezi lety 1869–1979 Žabeň byl obcí v okrese Místek (1869–1950) a později v okrese Frýdek-Místek. Od 1. ledna 1980 do 23. listopadu 1990 patřil jako část města k Paskovu a od 24. listopadu 1990 je opět samostatnou obcí.

### Obecní symboly
Znak a vlajka byly obci uděleny rozhodnutím předsedy Poslanecké sněmovny Parlamentu České republiky dne 4. června 1998.

## Vybavenost obce
K zásobování obyvatel slouží jedna prodejna a restaurace. Kulturní a společenské akce probíhají v kulturním domě. Akce zajišťují spolky TJ Sokol, Sbor dobrovolných hasičů, Rada rodičů při ZŠ a MŠ a další. Za prací občané převážně dojíždějí. Mezi nejvýznamnějšími podniky působící na katastru Žabně se řadí Lenzing Biocel Paskov a.s., Abex Substráty a.s., Ivánek-Zeman v.o.s. – realizace a údržba zeleně. V objektu bývalého zemědělského družstva se chystá zahájit svou činnost firma Ludma Trading s.r.o. V obci byla ukončena elektrifikace roku 1938, vodovod v roce 1984, výstavba kanalizace započala v roce 1997 a celoplošná plynofikace byla dokončena v roce 2001.

## Galerie

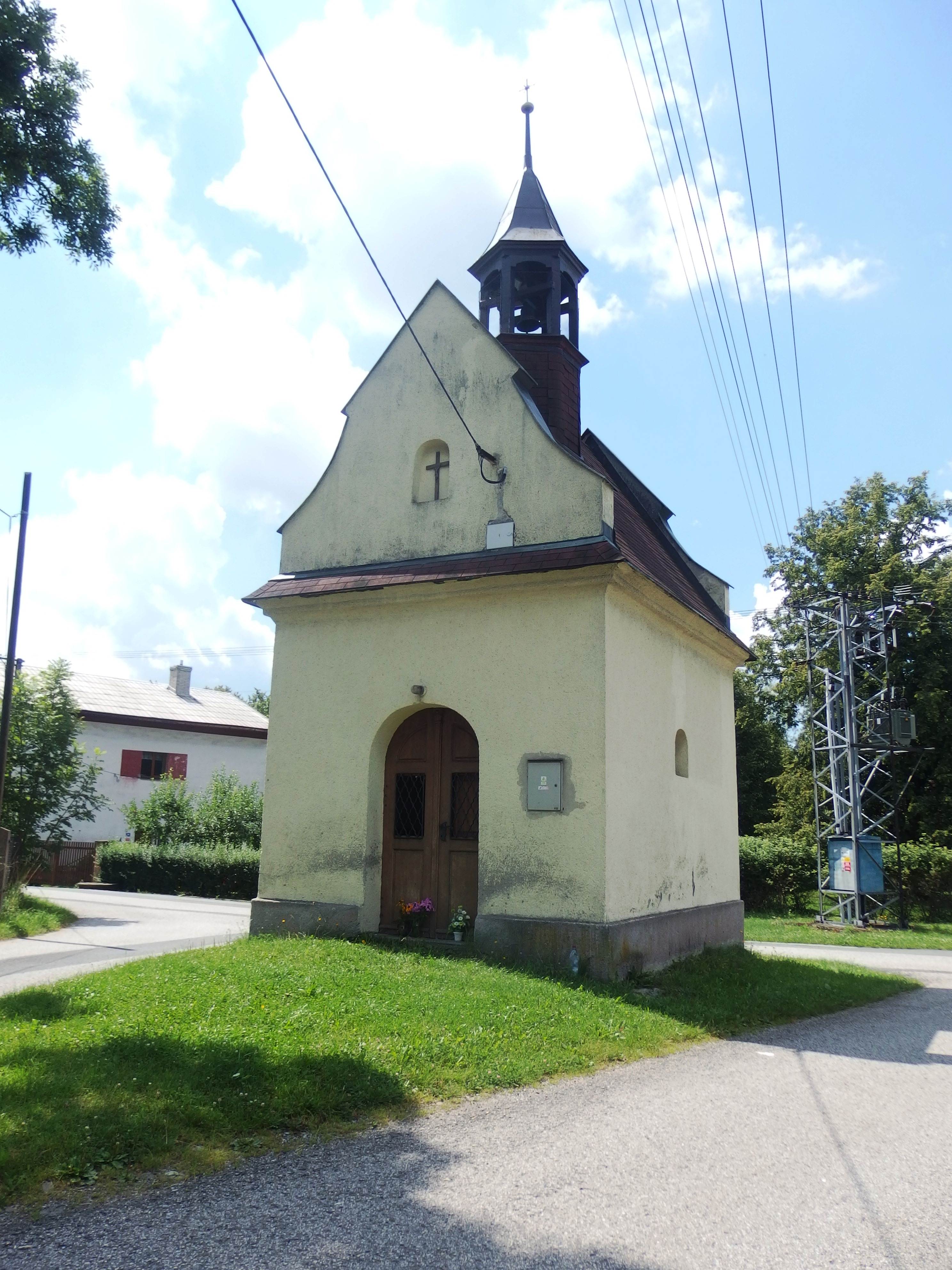
Kaple sv. Fabiána a Šebestiána
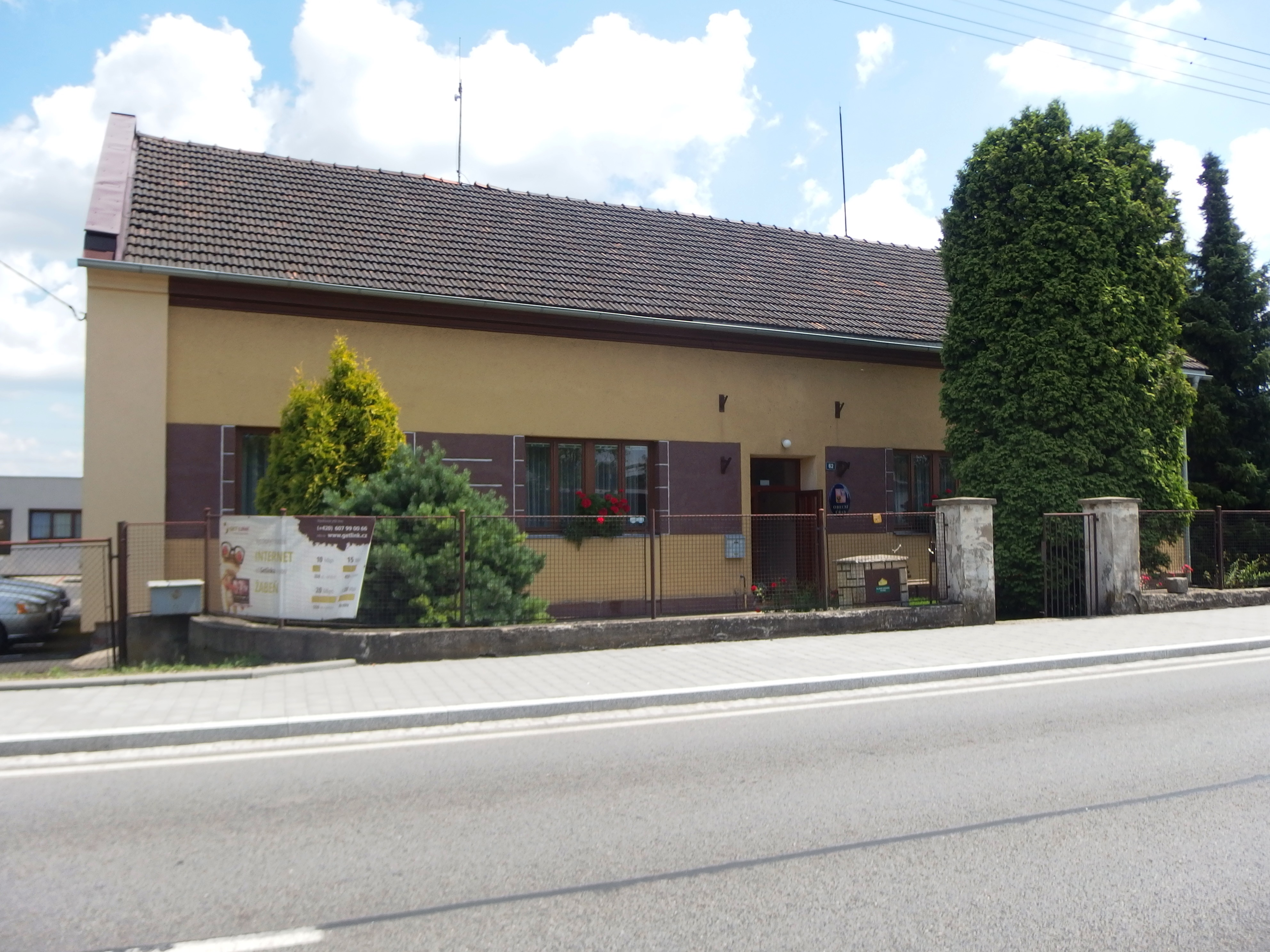
Obecní úřad
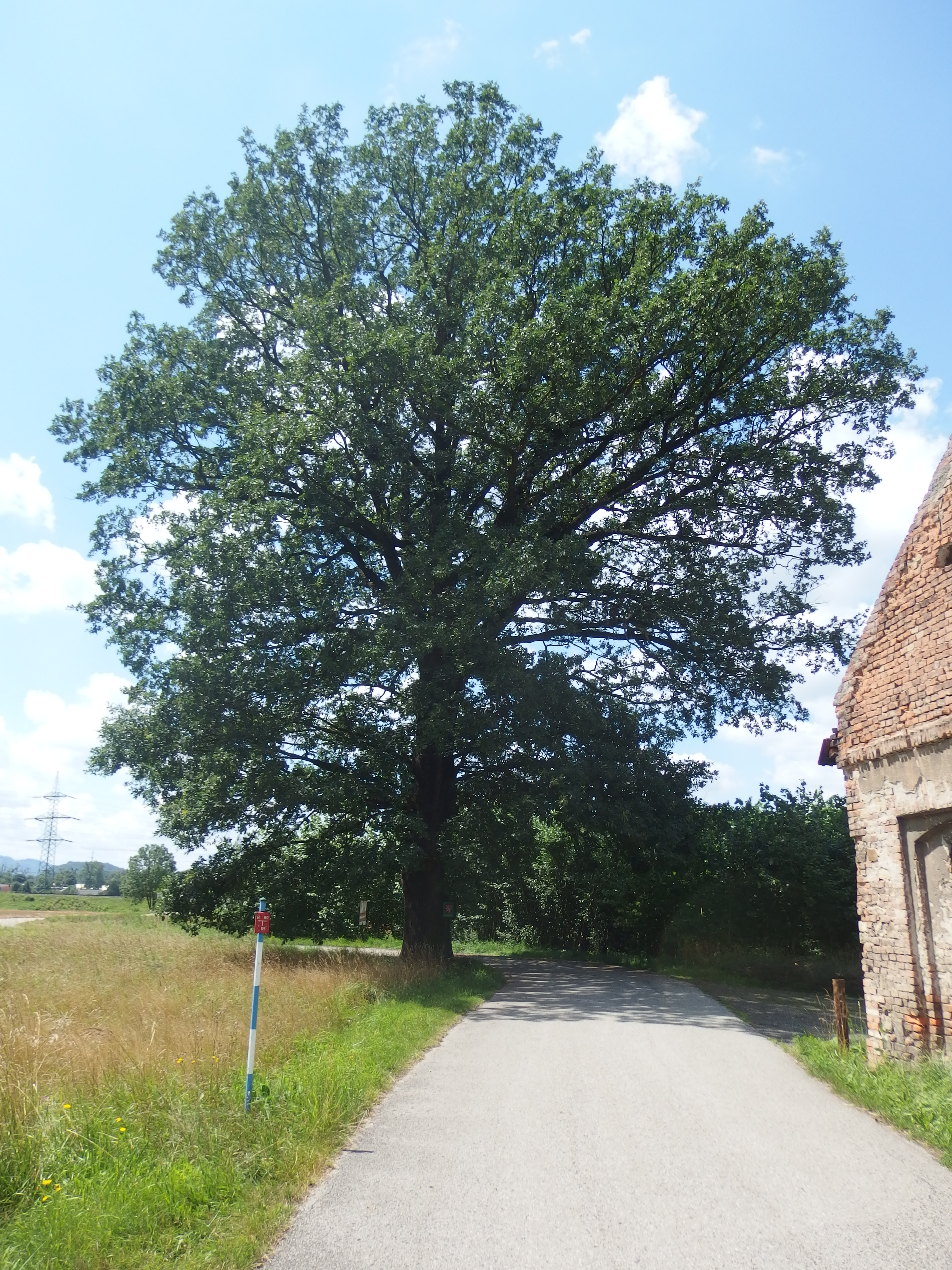
Žabeňský dub
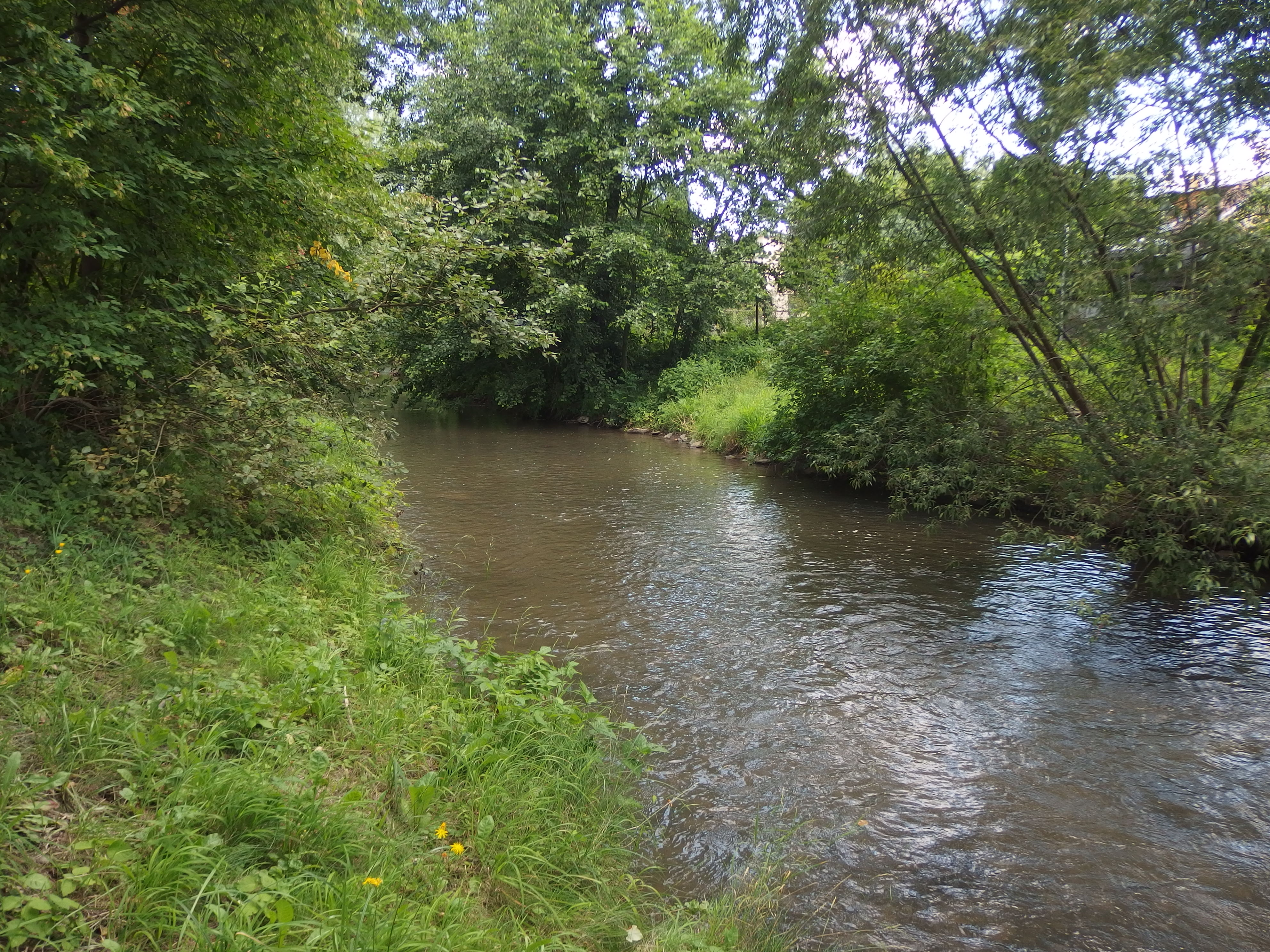
Řeka Olešná